# Prieuré de Lanercost
Le prieuré de Lanercost est un ancien prieuré augustin du XIIe siècle, situé dans le village britannique de Lanercost (en), dans le comté anglais de Cumbria. Il est classé au grade I et fait partie des propriétés de l’English Heritage.

## Historique

### Fondation
Le prieuré augustin a été fondé par Robert de Vaux entre 1165 et 1174 — on donne habituellement l’année 1169. Il est dédié à sainte Marie-Madeleine, vocable inhabituel dans la région.
Il semble que la construction ait été en bonne voie lors de l’acte de fondation, à l’inverse des prieurés voisins de Wetheral (fondé en 1106) et de Saint-Bees (en) (fondé entre 1120 et 1135). Robert de Vaux a donné la terre de Lanercost « entre l’ancien mur et l’Irthing et entre Burth et Portros »,. Peu après la fondation du prieuré, Robert de Vaux a accordé aux chanoines le droit de libre élection, faisant qu’à la mort du prieur, le suivant était élu par le collège.
La construction de l’église remonte au XIIIe siècle, bien qu’il y ait des traces de précédents ouvrages.
Édouard Ier se rend plusieurs fois au prieuré : la première sur le chemin de Newcastle à l’automne 1280, accompagné de la reine Éléonore de Castille ; bien que ne restant à Lanercost que quelques jours, il trouve le temps de chasser 200 cerfs et biches dans la forêt d’Inglewood. Les recettes annuelles du prieuré s’élèvent 74£ 12s 6d dans l’évaluation réalisée par le pape Nicolas IV en 1291.

### Guerres d’indépendance de l’Écosse
La proximité avec l’Écosse a beaucoup joué dans l’histoire du prieuré. Au déclenchement de la Première Guerre d’indépendance en 1296, l’armée écossaise arrive à Lanercost après avoir brûlé le prieuré d’Hexham (en) et le couvent bénédictin de Lambley (en) ; les Écossais sont cependant interrompus avant d’avoir fait trop de dégâts, et se retirent vers le bois Nicolforest, en n’ayant brûlé que quelques bâtiments du monastère, mais pas l’église. Ce genre de raids continuent avec William Wallace, amenant à des représailles anglaises.
En 1300, en route pour le siège du château de Caerlaverock, Édouard passe un peu de temps à Lanercost. Son dernier passage dans l’abbaye se fait en 1306, voyageant dans une litière à cause de l’âge et de la maladie, accompagné de Marguerite de France ; il arrive à la Saint-Michel, et prolonge son séjour jusqu’à Pâques ; c’est durant cette période que les frères de Robert de Brus et autres prisonniers écossais sont envoyés à Carlisle pour être exécutés. Édouard meurt peu de temps après à Burgh by Sands (où un monument à sa mémoire est érigé), en juillet 1307, toujours en campagne contre les Écossais.
En août 1311, Robert Ier arrive avec son armée et fait du prieuré son quartier général pendant trois jours, causant beaucoup de dommages et faisant même emprisonner pour la période certains chanoines.
En 1346, pendant la Deuxième Guerre d’indépendance, le roi écossais David II saccage le couvent et profane l’église, après la prise du château de Liddel (en). En 1386, l’un des chanoines est fait prisonnier et rançonné par les Écossais.

### Dissolution
Le prieuré est dissous en 1538 par Henri VIII, et la propriété passe à la famille Dacre.

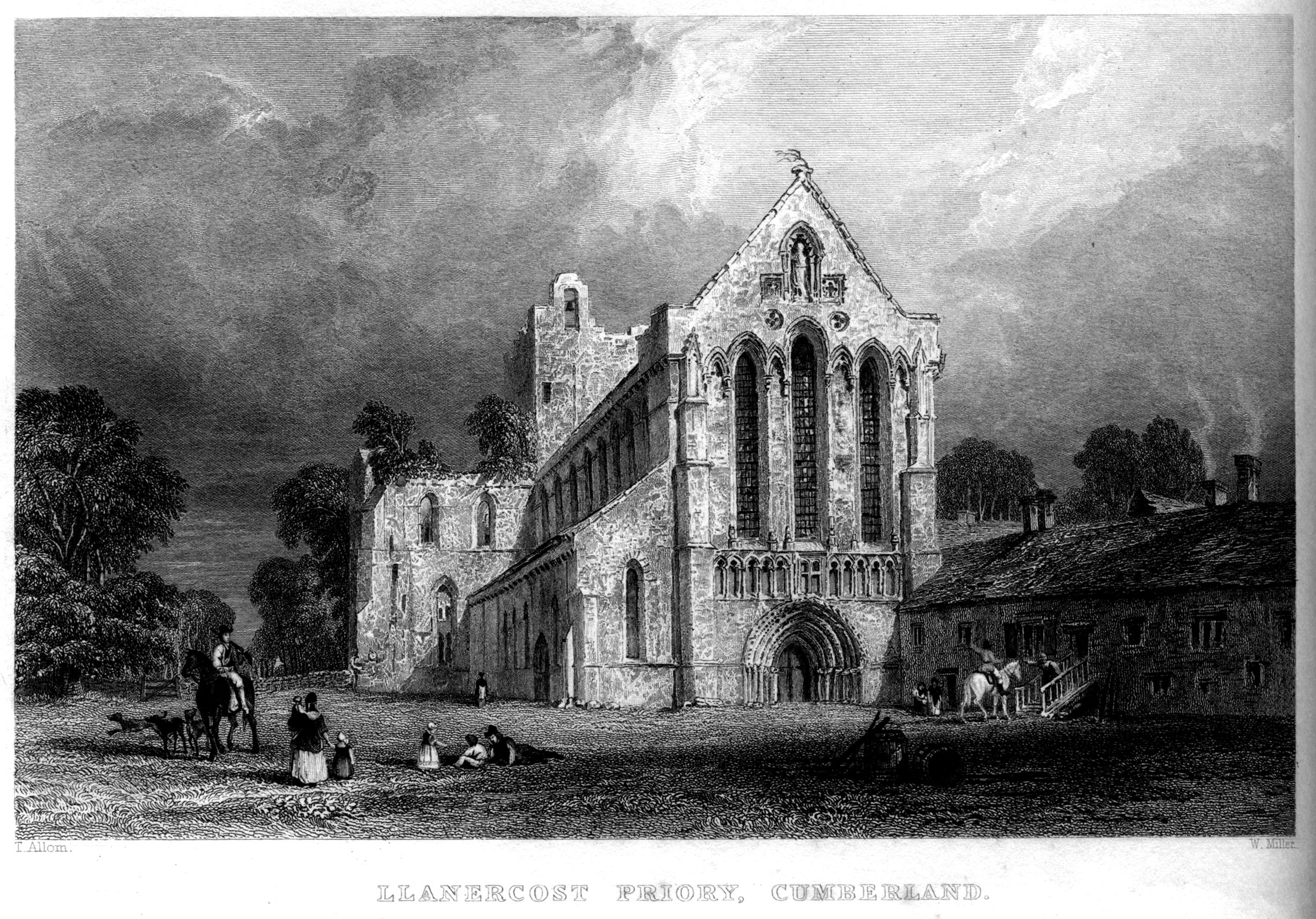
Gravure de 1832 par William Miller d’après Thomas Allom

Les bâtiments conventuels perdent leurs toitures, à l’exception de l’église, qui reste utilisée comme église paroissiale. Vers la fin du XVIIe siècle, le toit de la nef s’effondre, et les offices se tiennent dans l’aile nord. Le terrain passe au début du XVIIIe siècle aux Howards. En 1747, la toiture de la nef est refaite.
En 1847, le prieuré se trouve dans un tel état de délabrement que l’extrémité est de la toiture s’effondre ; deux années plus tard, l’église est à nouveau utilisable après une restauration majeure par l’architecte Anthony Salvin. Dans les années 1870, d’autres restaurations ont été effectuées par l’architecte C. J. Fergussion de Carlisle.

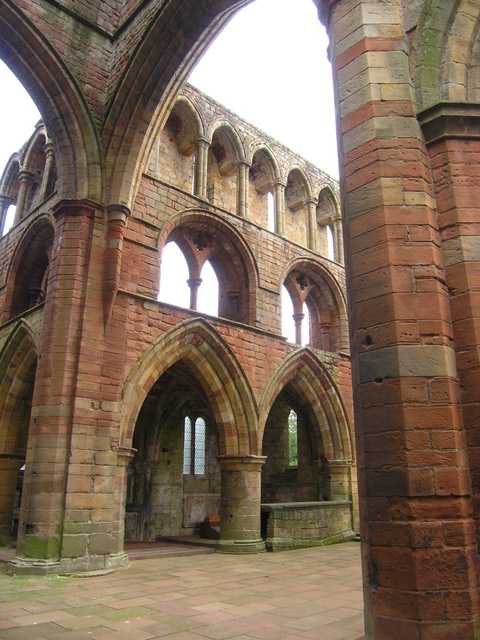
La croisée du transept de l’église

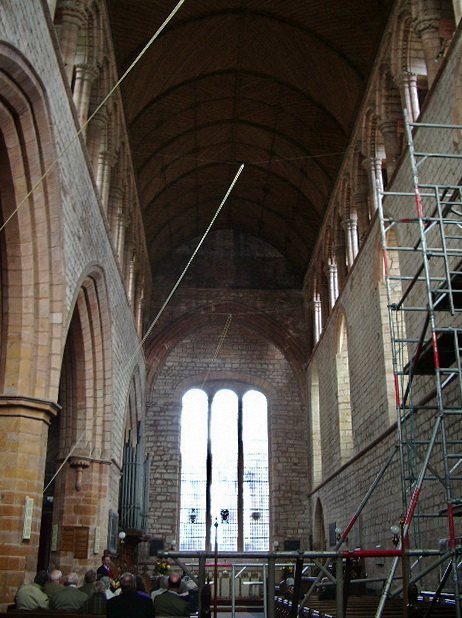
Cordes de suspension des couronnes de lumières traversant la nef.

En 1929, les ruines du prieurés deviennent propriétés publiques, et sont aujourd’hui gérées par l’English Heritage.

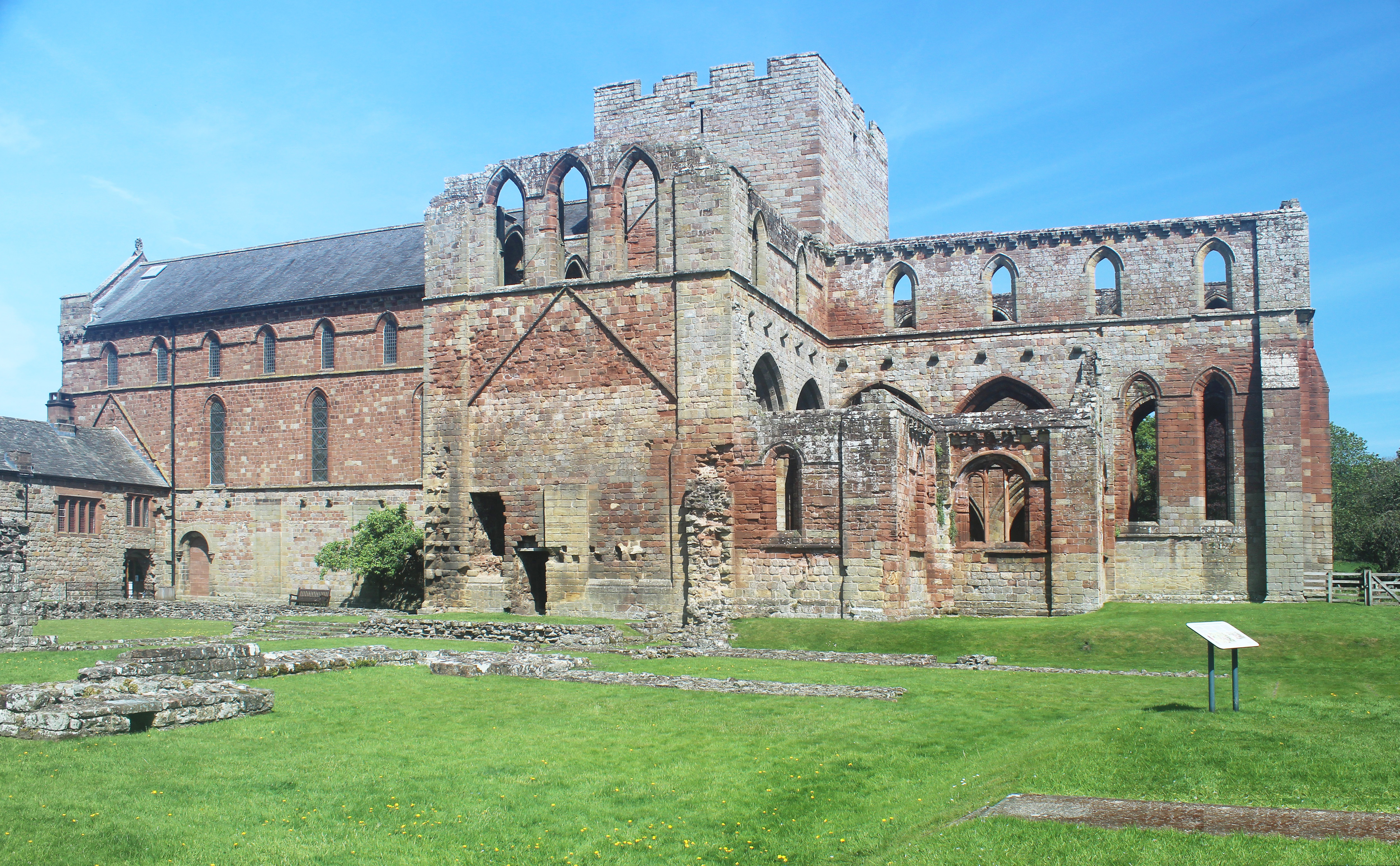
Ruines du prieuré depuis le sud : au premier plan, les fondations des bâtiments conventuels.

## Description

### Architecture
La nef n’a qu’un collatéral, au nord, le mur sud attenant au cloître. Bien qu’ayant perdu leurs toitures, le chœur et le transept sont bien conservés. La partie la plus ancienne se situe dans le transept sud, et date du XIIe siècle. Le cloître et les bâtiments monastiques ont été en grande partie détruits, sauf la partie ouest, qui a servi d’habitat à Thomas Dacre au XVIe siècle.
Le dispositif d’éclairage comprend trois lustres d'église du type des grandes couronnes de lumières, de forme octogonale, d’environ 2 mètres de diamètre et pouvant chacune contenir 32 bougies. Ces luminaires sont suspendues sous les voûtes de l’allée centrale et du chœur uniquement lors de grandes fêtes chrétiennes ou d’occasions spéciales. Lorsqu'elles sont déposées, les trois cordes de suspension munies de poulies qui pendent du plafond restent en place et leurs extrémités sont alors attachées aux piliers des grandes arcades. La présence de ces cordes, bien visibles, qui traversent ainsi le volume de la nef intrigue souvent les visiteurs qui s’interrogent sur leur utilité.

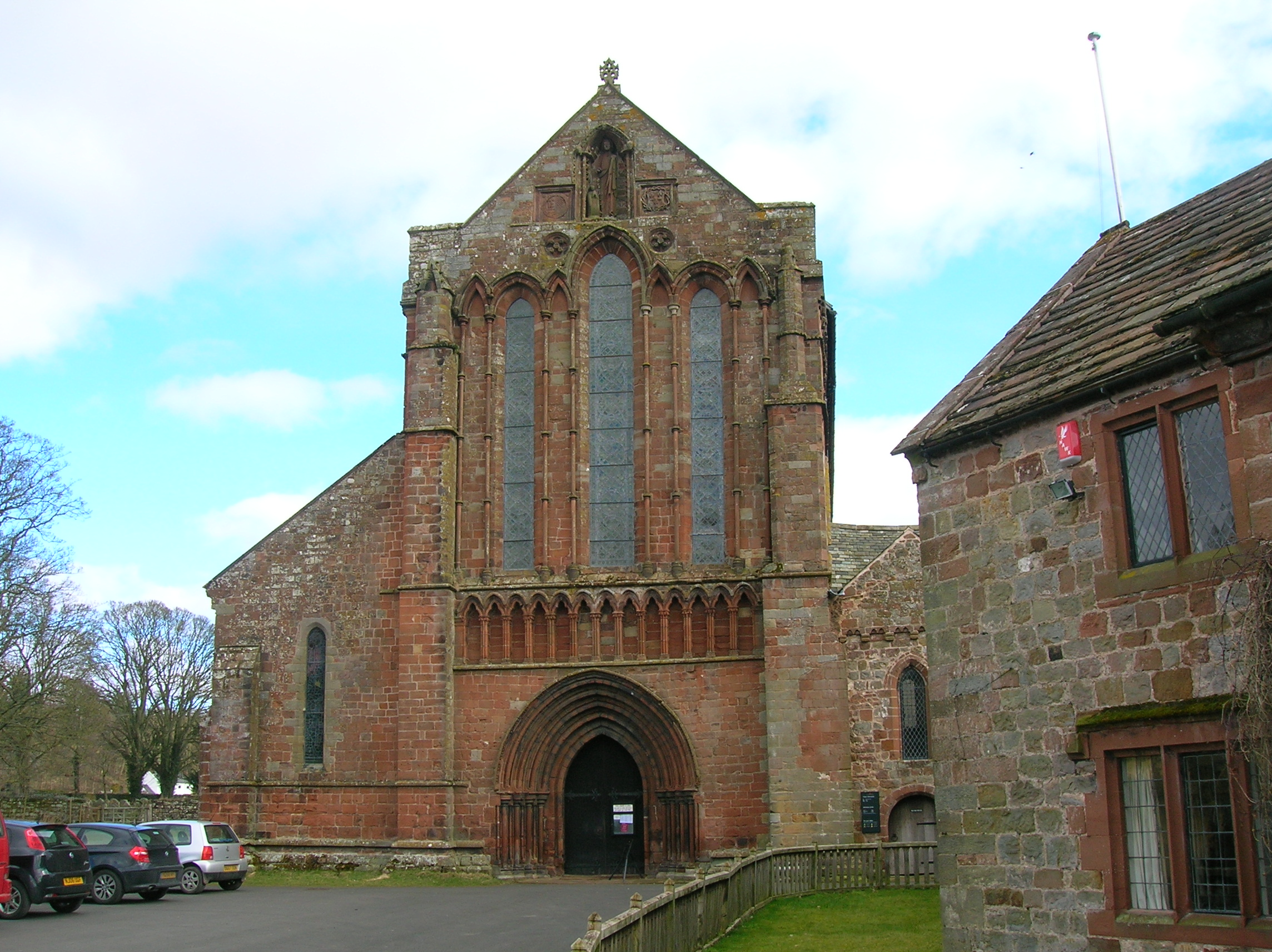
Façade ouest de l’église, avec une statue de sainte Marie-Madeleine.

À l'extérieur, une statue représentant sainte Marie-Madeleine, donnée par Édouard Ier, est située dans une niche au sommet de la façade ouest.

### Croix de Lanercost
Dans le prieuré se trouve une pierre sculptée médiévale, appelée la croix de Lanercost (Lanercost Cross), sur laquelle est gravée une inscription datée de 1214. À l’origine, la croix était placée juste à l’extérieur de l’entrée de l’église ; sa base s’y trouve encore.

### Tombes

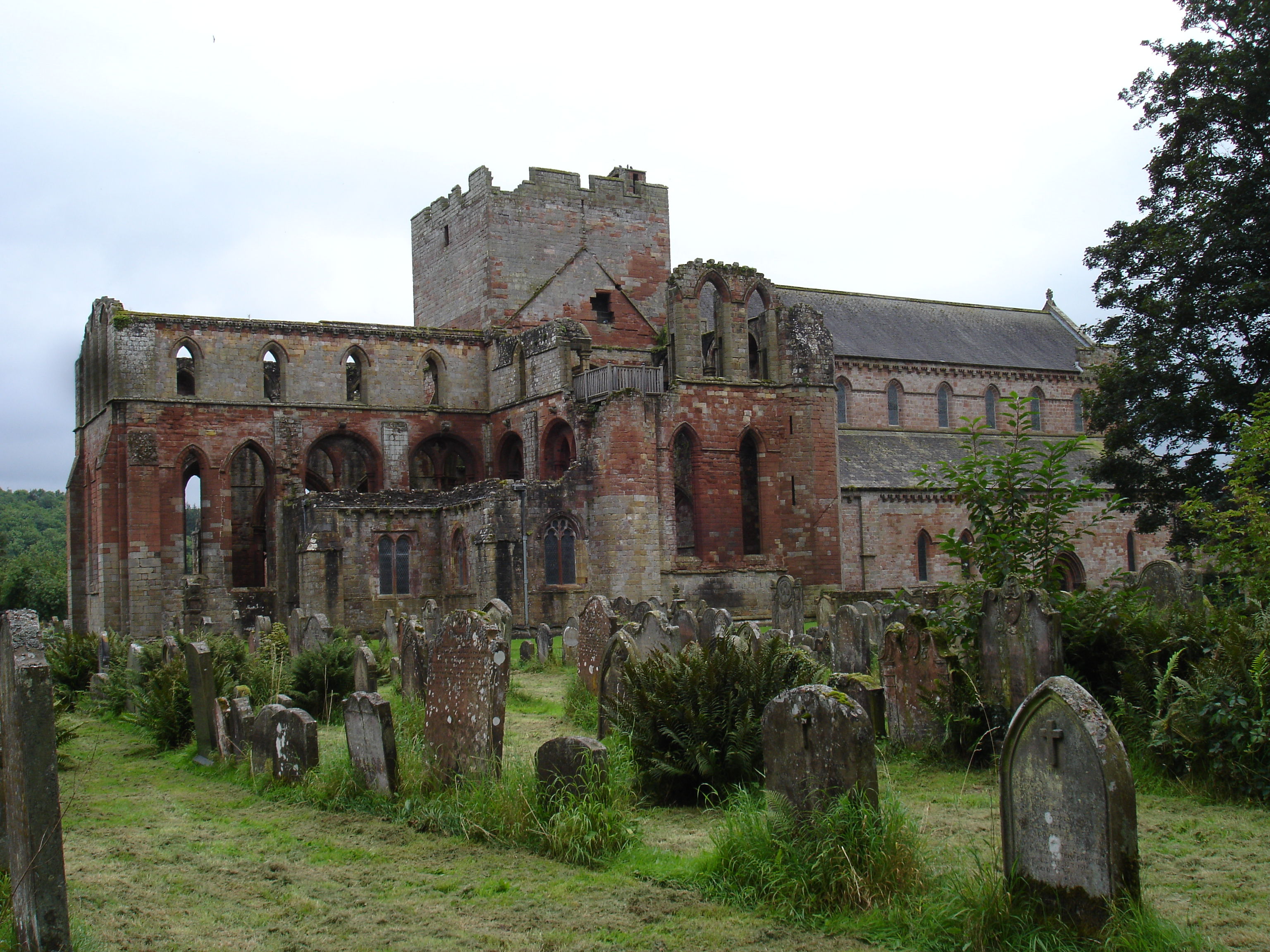
Vue de l’église depuis le cimetière

Dans le cimetière se trouve la tombe de Thomas Addison, médecin et scientifique du XIXe siècle. Dans la nef se trouve un mémorial pour Henry Whitehead, ancien vicaire de Lanercost, plus connu pour son travail épidémiologique avec John Snow sur le choléra.

## Informations externes
- (en) Site officiel
- (en) « Lanercost Priory & The Lanercost Cross » sur le site medieval-castle.com
- (en) « Brampton - Lanercost Priory Church » sur le site visitcumbria.com

À propos du couvent de Lambley
- (en) « Parishes to the south of us », Haltwhistle Partnership (consulté le 28 octobre 2010)
- (en) T. H. Rowland, Waters of Tyne, Warkworth (Northumberland), Sandhill Press, 1994 (ISBN 0-946098-36-0)
- (en) Nancy Ridley, Portrait of Northumberland, Londres, Robert Hale, 1966